# Unión Nacional Estudiantil
La Unión Nacional Estudiantil (UNE) fue un partido político venezolano, de orientación socialcristiano fundado el de 6 de mayo de 1936, producto de la separación de la Federación Estudiantes Venezolanos, Organización Política (FEV-OP), impulsados por las radicales «visiones izquierdistas» que dicha organización propugnaba, surgiendo UNE, como una alternativa, al representar el «catolicismo tradicional militante», siendo su fundador y máximo líder Rafael Caldera. Fue el primer núcleo organizado del socialcristianismo en Venezuela.

## Historia

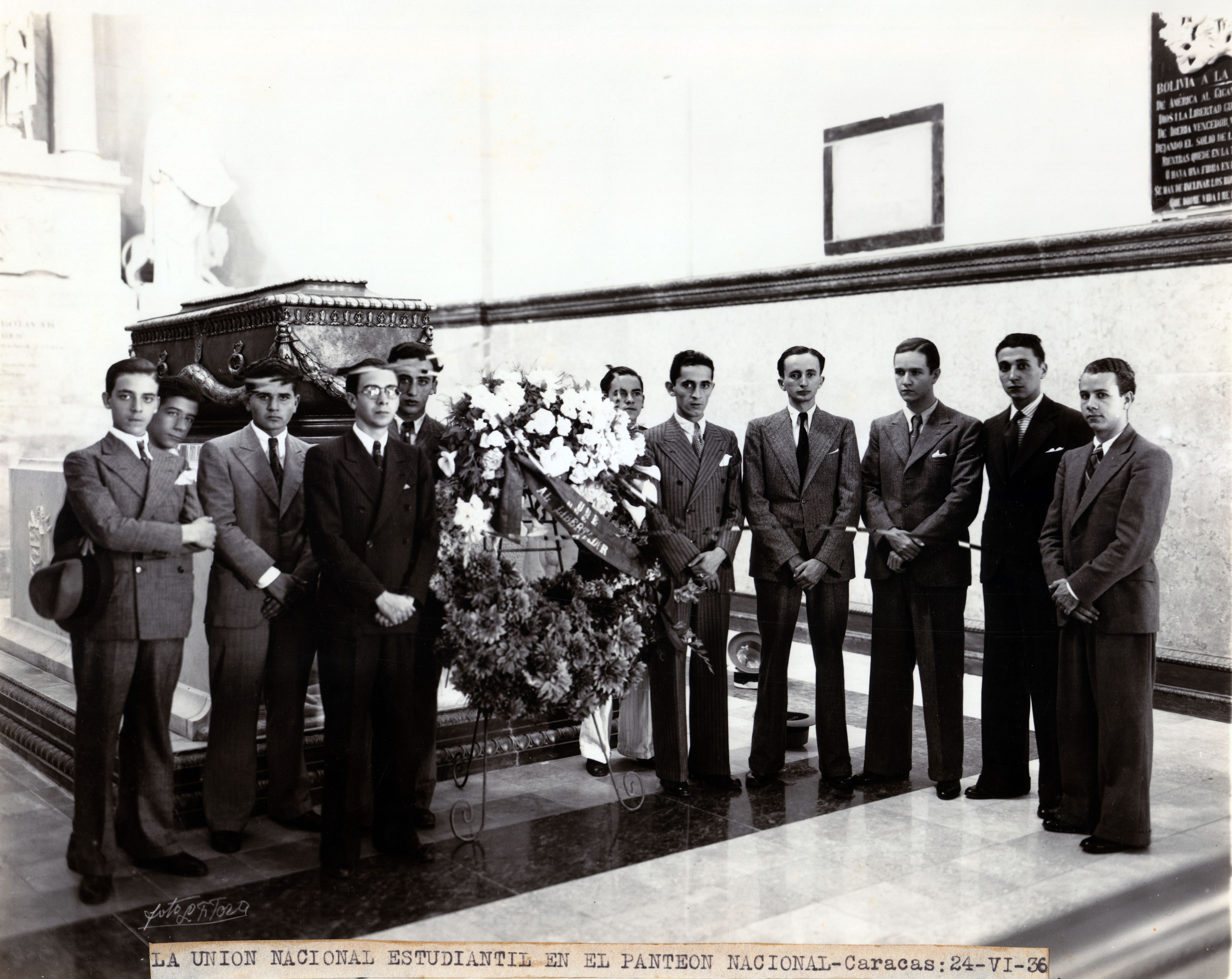
La Unión Nacional Estudiantil rindiendo homenaje a Simón Bolívar en el Panteón Nacional de Venezuela.

La UNE nace el 8 de mayo de 1936 de escisión de la Federación de Estudiantes de Venezuela ante la decisión de esta última organización de solicitar al gobierno la expulsión de la Compañía de Jesús del país así como de otras órdenes religiosas y de su manifestación en contra de la enseñanza religiosa.
El partido se mantuvo en funcionamiento hasta la integración del mismo, a un nuevo proyecto político que el mismo Rafael Caldera había establecido, denominado Movimiento de Acción Nacional (MAN), que a su vez se transformaría en el partido conocido como Acción Electoral, gracias al cual Rafael Caldera sería electo por primera vez al Congreso de Venezuela. Tras el Golpe de Estado en Venezuela de 1945, la UNE manifiesta inmediatamente su respaldo a la Junta Revolucionaria de Gobierno. Esta última nombra al líder copeyano Rafael Caldera como procurador general de la república ocho días después del golpe de Estado.

## Disolución
Posteriormente todos los integrantes de acción electoral se fundirían en COPEI (Comité de Organización Política Electoral Independiente), a fin de participar en las elecciones convocadas por la Junta Revolucionaria de Gobierno para conformar una asamblea nacional constituyente, lo que convierte a UNE en el punto de origen de dicho partido.